# Kassieck
Kassieck ist ein Ortsteil der Hansestadt Gardelegen im Altmarkkreis Salzwedel in Sachsen-Anhalt, Deutschland.

## Geografie
Kassieck, ein Straßendorf mit Kirche, liegt etwa zehn Kilometer nordöstlich der Stadt Gardelegen in der Altmark am Kassiecker Graben, der in den Secantsgraben fließt. Das Dorf ist umgeben von Wald, Wiesen und Ackerflächen und wurde bekannt durch seinen Hopfen- und Stangenbohnenanbau.
Nachbarorte sind Algenstedt im Nordwesten, Lindstedt im Osten, Trüstedt im Süden und Hemstedt im Südwesten.

## Geschichte

### Mittelalter bis Neuzeit
Zahlreiche Bodenfunde aus der Eisenzeit und der Jungsteinzeit belegen eine sehr frühe Besiedelung. Die erste Erwähnung von Kassiek stammt aus dem Jahre 1278, als die Markgrafen Johann, Otto und Konrad dem Kloster Neuendorf unter anderen Einkünften und Besitzungen auch zwei Wispel Roggen bestätigten. Wörtlich heißt es: In Ketsik (Ketcyk) duos choros filiginis. Bis 1281 hatte Ritter Beteko von Wodenswegen über 3 Hufen zu Lehen, die 1281 von den Markgrafen ebenfalls an Kloster Neuendorf gingen. Parisius und Brinkmann berichten ausführlich über die komplizierten Besitzverhältnisse. Der Ort war auf verschiedene Eigentümer aufgeteilt.
Die Schreibweise des Ortsnamens variiert je nach Zeit und Quelle. Einige Beispiel sind 1315 villam dictam ketsik, 1418 Keetzig, 1541 Cassiek, 1551 Ketzike, 1610 Ketzucke, 1687 Kassigke, 1804 und 1903 Cassiek.

### Eingemeindung
Ursprünglich gehörte das Dorf zum Tangermündeschen Kreis der Mark Brandenburg in der Altmark. Zwischen 1807 und 1810 lag es im Landkanton Gardelegen auf dem Territorium des napoleonischen Königreichs Westphalen. Ab 1816 gehörte die Gemeinde zum Kreis Gardelegen, dem späteren Landkreis Gardelegen.
Am 25. Juli 1952 kam die Gemeinde Kassieck zum Kreis Gardelegen und am 1. Juli 1994 zum Altmarkkreis Salzwedel. Kassieck wurde am 1. Januar 2011 per Landesgesetz in die Hansestadt Gardelegen eingemeindet.

### Einwohnerentwicklung
| Jahr | Einwohner |
| ---- | --------- |
| 1734 | 185       |
| 1772 | 078       |
| 1790 | 202       |
| 1798 | 206       |
| 1801 | 215       |
| 1818 | 222       |

| Jahr | Einwohner |
| ---- | --------- |
| 1840 | 307       |
| 1864 | 431       |
| 1871 | 394       |
| 1885 | 439       |
| 1892 | [00]402   |
| 1895 | 402       |

| Jahr | Einwohner |
| ---- | --------- |
| 1900 | [00]361   |
| 1905 | 367       |
| 1910 | [00]385   |
| 1925 | 382       |
| 1939 | 321       |
| 1946 | 521       |

| Jahr | Einwohner |
| ---- | --------- |
| 1964 | 353       |
| 1971 | 337       |
| 1981 | 265       |
| 1993 | 252       |
| 2006 | 200       |
| 2012 | [00]184   |

| Jahr | Einwohner |
| ---- | --------- |
| 2016 | 178       |
| 2017 | 172       |
| 2021 | [0]170    |
| 2022 | [0]167    |

Quelle, wenn nicht angegeben, bis 2006:

## Religion
- Die evangelische Kirchengemeinde Kassieck, die früher zusammen mit Kirchengemeinde Algenstedt zur Pfarrei Kassieck gehörte,[7] wird heute betreut vom Pfarrbereich Lindstedt im Kirchenkreis Salzwedel im Propstsprengel Stendal-Magdeburg der Evangelischen Kirche in Mitteldeutschland.[13]
- Ungefähr im Jahre 1541 wirkte der erste evangelische Pfarrer namens Johann Wartenberg in Kassieck.[14] Die ältesten überlieferten Kirchenbücher für Kassieck (Cassieck) stammen aus dem Jahre 1675.[15]
- Die ältesten überlieferten Kirchenbücher für Kassieck stammen aus dem Jahre 1675.[15]
- Die katholischen Christen gehören zur Pfarrei St. Anna in Stendal im Dekanat Stendal im Bistum Magdeburg.[16]

## Politik
Letzte Bürgermeisterin der Gemeinde Kassieck war Gloria Kretschmer.
Eine Ortschaft mit einem Ortschaftsbürgermeister entstand nach der Eingemeindung nicht. Es ist stattdessen ein Mal im Jahr eine Bürgersprechstunde im Ortsteil vorgesehen.

## Kultur und Sehenswürdigkeiten
- Die evangelische Dorfkirche Kassieck ist ein im 19. Jahrhundert stark überformter mittelalterlicher Feldstein- und Backsteinbau mit eingezogenem Rechteckchor und quadratischem Westturm.[6] Die Orgel der Orgelbauer Gebrüder Rohlfing aus Osnabrück wurde um das Jahr 1900 eingebaut. Ihr Baujahr muss nicht dem Jahr des Einbaus identisch sein.[18]
- In Kassieck steht ein Denkmal für die Gefallenen des Ersten Weltkrieges, eine aufgerichtete Granitplatte auf Feldsteinsockel, gekrönt von einem Adler mit Kaiserkrone.[19]

### Vereine
Kassiecker und Haie e. V.